# Poterie d'Accolay

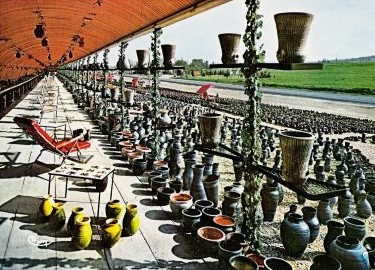
La proximité de la nationale 6 donna l'occasion aux potiers d'Accolay de créer de spectaculaires espaces d'exposition, comme celui d'Appoigny.

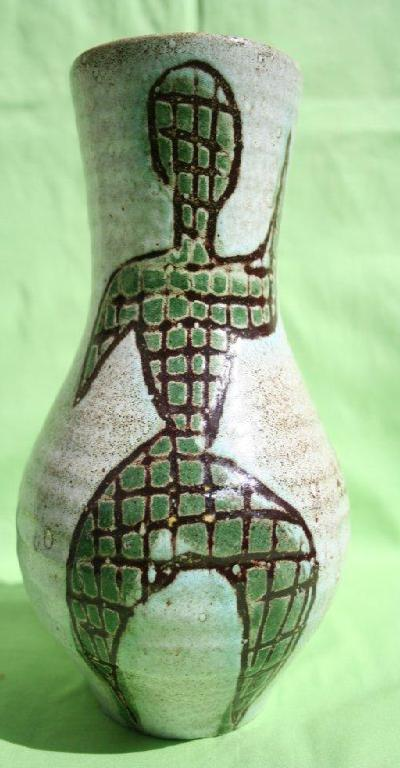
Vase à décor anthropomorphe

On regroupe sous le terme Poterie d'Accolay la production d'une communauté de potiers installés dans le village d'Accolay, dans le département de l'Yonne. Ce centre de production fut créé par quatre anciens élèves d’Alexandre Kostanda.
Actifs de 1945 à 1989, leur poterie se singularise par une grande inventivité technique et une production extrêmement abondante. La communauté des potiers exploita la proximité de la nationale 6 en investissant les stations services pour en faire des lieux d'expositions permanents sur le circuit de migration des touristes parisiens. Leurs bâtiments d'exposition, inspirés des constructions du circuit des 24 heures du Mans, devinrent l'étape obligée des vacanciers en transit.
Cette forme de commercialisation perdura à l'entrée de Vermenton jusqu'à la fermeture de la fabrique en 1989. La création de l'autoroute de Lyon avait cependant depuis plusieurs années dérivé le flot des touristes.
Le Potiers d'Accolay se structurent juridiquement sous le nom "Créations et Expositions de Poteries d'Art Modernes" (CEPAM) le 25 décembre 1964.

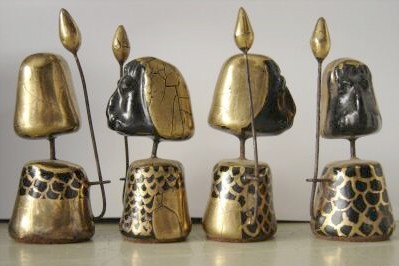
Pièces de jeu d'échecs en céramique

## Des créations très diversifiées
- Les modèles de personnages en céramique et structure en "fil de fer" (en réalité en métaux ou alliages résistant aux hautes températures de cuisson, comme le tantale et le NiCrAl)  sont parmi les pièces les plus représentatives.

Le chef de file de l'équipe des potiers d'Accolay, André Boutaud, passionné d'échecs, produira de nombreuses pièces de jeu en utilisant cette technique.Les vases et poteries à couverte bleu mat grattée furent inspirés par les céramiques antiques découvertes en Bourgogne.
Une vaste série de pièces en terre chamottée ou vernissée reçut des décors graphiques d'inspiration ethnique, inca ou aztèque.
- Parallèlement à ces pièces furent créés des masques en céramique rappelant les arts premiers.
- Les recherches menées sur la rétractation de certains émaux à la cuisson amenèrent la mise au point d'un effet moucheté caractéristique, semblable à un pelage d'animal et rappelant les nuances des paysages de l'Yonne.

Toutes les poteries d'Accolay portent une signature en creux, parfois accompagnée d'un blason et, pour certaines pièces, des initiales du potier. Les pièces les plus anciennes comportent parfois un double A (homophone de "A Collés").

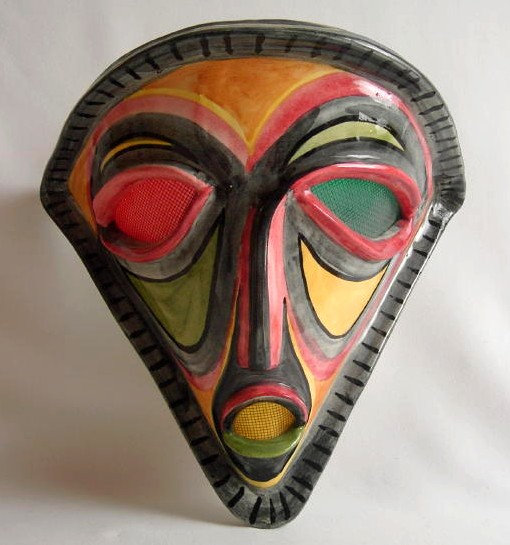
Lampe-masque en céramique